# ベルシャザル (ヘンデル)

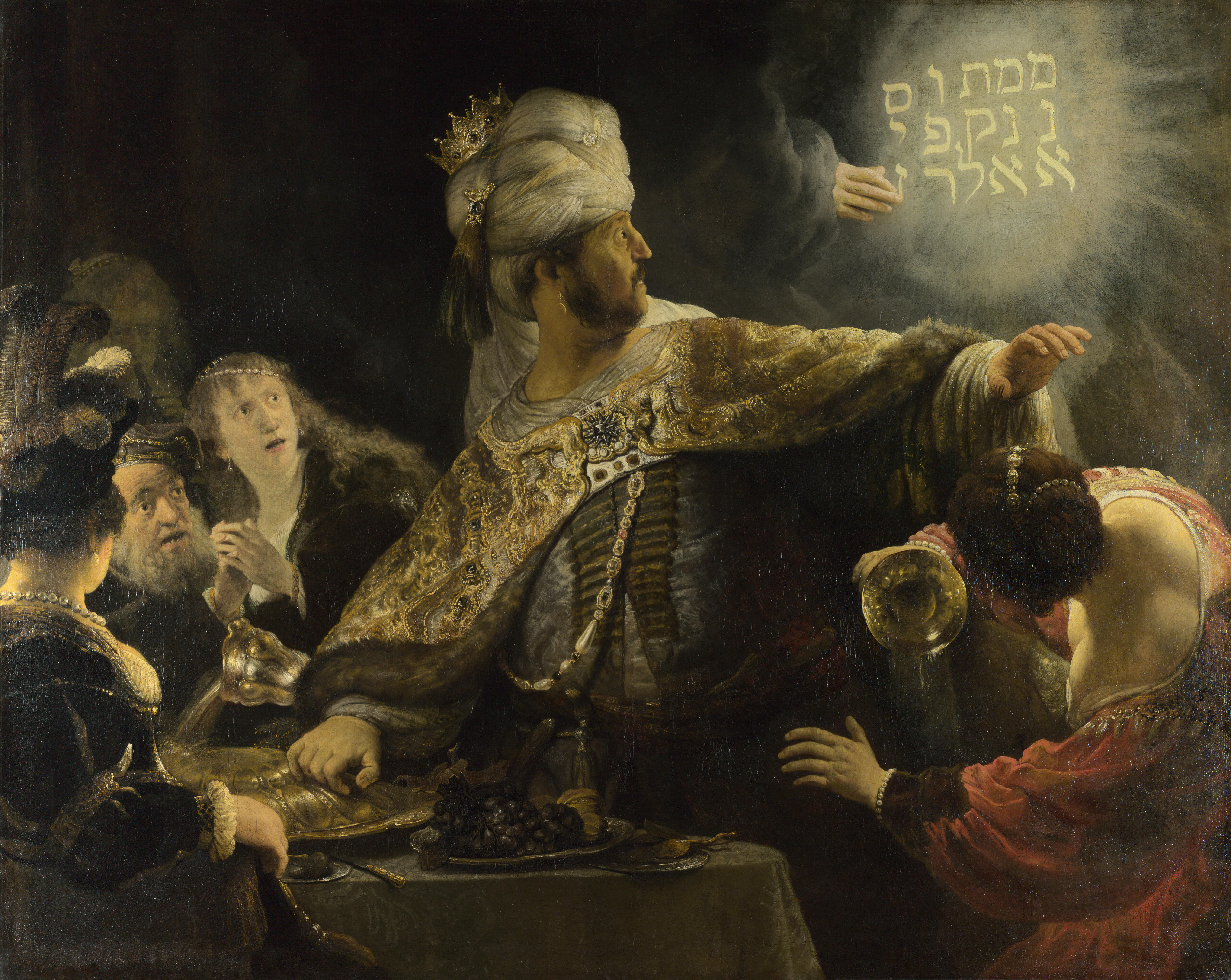
ベルシャザルと壁の文字。レンブラント画

『ベルシャザル』（Belshazzar）HWV 61は、ゲオルク・フリードリヒ・ヘンデルが1744年に作曲して翌年上演されたオラトリオ。同時期に作曲された『ヘラクレス』が世俗的内容を持つのに対し、本作は旧約聖書のダニエル書を題材にしている。
劇的な内容を持つ、オラトリオ中の傑作であるが、初演時にはほとんど注目されなかった。

## 概要
リブレット（台本）は、『サウル』や『メサイア』でも知られるチャールズ・ジェネンズによるが、台本の作成が遅れたためにヘンデルは催促の手紙を書いている。最終第3幕の台本を10月はじめにようやく受けとったが、長すぎることにヘンデルは文句を言っている。しかしジェネンズは台本に自信を持っており、実際の上演で省略された部分もリブレットには載せるべきだと主張した。演技をともなわない形態で上演されたにもかかわらず、台本にも楽譜にもト書きがつけられていた。
物語の中心は「ダニエル書」の5章に見られるベルシャザルの饗宴と壁に書かれた文字の話だが、聖書の記述は簡略にすぎ、ジェネンズはヘロドトス『歴史』やクセノポン『キュロスの教育』を利用・再構成している。たとえば登場人物のうちニトクリスはヘロドトスに、ゴブリアスはクセノポンにもとづく。
ヘンデルは、『ヘラクレス』を書き終えた後、まだ第3幕が届かない8月23日に作曲をはじめ、10月なかばに完成した。
音楽は大規模な合唱曲の使用を特徴とする。
この年、ライバルのヘイマーケット国王劇場でのオペラが開催されなかったため、ヘンデルはこの機会を利用して国王劇場を借りて1744年11月から24回にわたる予約演奏会を計画した。しかしライバルであるオペラ派による妨害活動が展開されたこともあり、予約演奏会は失敗し、16回までで中断せざるを得なかった。『ベルシャザル』は1745年3月27日に初演され、シーズン中に3回公演された。ヘンデルの生前には1751年に2回、1758年に1回再演された。

## 登場人物
- ベルシャザル：テノール - バビロニア王。
- ニトクリス：ソプラノ - ベルシャザルの母。
- キュロス：アルト - ペルシアの王子。
- ダニエル：アルト - ユダヤ人の預言者。
- ゴブリアス：バス - アッシリアの貴族。
- アリオク：テノール - バビロニアの官僚。
- 使者：バス

初演ではジョン・ビアードがベルシャザル、エリザベト・デュパルクがニトクリス、ロビンソン嬢がキュロス、シバー夫人がダニエル、ヘンリー・ラインホールドがゴブリアスを歌う予定になっていた。しかしシバー夫人の病気のために土壇場で配役が変更され、キュロスにラインホールド、ダニエルにロビンソン嬢をあて、ゴブリアスはビアードが兼ねることになった。このためにヘンデルは多くの曲に変更を加えることを余儀なくされた。

## あらすじ

### 第1幕
ニトクリスは地上の帝国の盛衰のはかなさについて考えている。バビロンの行く末を案じるニトクリスは預言者ダニエルを頼る。ダニエルは、美徳を積んであとは神にまかせるほかないと答える。
ペルシア人とメディア人の合唱がキュロス王子をたたえる。ゴブリアスは暴君ベルシャザルに息子を殺され、復讐のためにキュロスのもとについている。キュロスは夢のお告げに従って、バビロンを流れるユーフラテス川の流れを変え、さらにバビロンで行われているシェシャクの饗宴を利用して町を征服する計画を立てる。
ダニエルはイザヤ書およびエレミヤ書を引用し、捕囚の終わりの時が近いことを知る。ハレルヤつきの合唱が続く(Sing, O ye Heav'ns, for the Lord hath done it!)。
バビロンの宮殿ではベルシャザルが饗宴の準備をする。ユダヤ人たちを憎むベルシャザルは、エルサレム神殿から奪った祭具を饗宴に使用する。ニトクリスは止めるが、ベルシャザルは母親を罵倒する（二重唱「O dearer than my life, forbear」）。ユダヤ人の合唱は神の怒りの高まりについて歌う(By slow degress the wrath of God to its meridian height ascends)。

### 第2幕
キュロスはバビロンを守るユーフラテス川の水を乾上がらせる（合唱「See, from his post Euphrates flies」）。ペルシア人・メディア人は、饗宴のために無防備となった町へ侵入する。
いっぽう、バビロニア人たちは宴会場で無礼講を楽しんでいる（トランペット入りの合唱「Ye tutelar gods of our empire, look down」）。ベルシャザルがユダヤ人を侮辱しつつ酒を飲もうとすると、壁に手が現れる。ベルシャザルは杯を取り落とし、ふるえが止まらなくなる。現れた手は壁に謎の文字を書き、消える。ベルシャザルは賢者たちを呼んで文字を解釈させるが、読むことができない。ニトクリスはダニエルをベルシャザルに紹介する。ダニエルはベルシャザルの悪行を非難した後、文字を「メネ・メネ・テケル・ウパルシン」と読み、神がベルシャザルを王位から逐い、バビロニアの王国を裂いてメディア人とペルシア人に与えるという意味だと解釈する。ニトクリスは嘆く。
キュロスはすでにバビロンの町に侵入し、ゴブリアスの先導で王宮に向かう。キュロスは自分の目的は暴君ベルシャザルひとりであると言い、バビロンの民の安全を保証する。キュロスを賛美するトランペット入りの合唱(O glorious prince)で幕を閉じる。

### 第3幕
饗宴から退席したニトクリスは、まだ息子が悔いあらためる希望を持つが、ダニエルは否定的である。アリオクと使者が現れ、ベルシャザルが結局反省せずに酒宴を続けたが、そこへ大音響とともにキュロスの軍が王宮に侵入したことを告げる。ユダヤ人たちの合唱がいつわりの神々の滅亡を祝う。
ベルシャザルのアリアに続き、華やかな行進曲によって戦闘とキュロスの勝利が表される。キュロスはゴブリアスにニトクリスとダニエルを探させる(Destructive war)。キュロスはニトクリスの降伏を受けいれる(二重唱「Great victor, at your feet I bow」)。キュロスは唯一の神を信仰すること、ユダヤ人の解放、およびエルサレム神殿の再建を約束する。ダニエルとニトクリスは神を賛美し、華やかなアーメンで曲を終える。